# Torymus favardi
Torymus favardi är en stekelart som beskrevs av Wallace A. Steffan 1962. Torymus favardi ingår i släktet Torymus och familjen gallglanssteklar. Inga underarter finns listade i Catalogue of Life.